# Llanfairpwllgwyngyllgogerychwyrndrobwllllantysiliogogogoch
Llanfairpwllgwyngyllgogerychwyrndrobwllllantysiliogogogoch  ( hør) er en walisisk landsby på øen Anglesey (walisisk: Môn), som også er navnet på det grevskab byen ligger i.
Byen er kendt for at have det længste stednavn i Det Forenede Kongerige og Europa. Byen har også det tredjelængste stednavn i verden.
Llanfairpwllgwyngyllgogerychwyrndrobwllllantysiliogogogoch er det uofficielle navn for byen. Llanfairpwllgwyngyll er det officielle navn med "kun" tyve bogstaver (17 i det walisiske alfabet, hvor "ll" og "ch" er enkeltbogstaver).
Bynavnet forkortes "Llanfairpwll" af walisisktalende og "Llanfair PG" af dem der taler engelsk. Lokalt kaldes den blot "Llanfair".
Byen har også været i Guinness' Rekordbog for at have det længste navn på en jernbanestation.
Der har været forsøg på at slå rekorden bl.a.:

Gorsafawddacha'idraigodanheddogleddollônpenrhynareurdraethceredigion

og

Llanhyfryddawelllehynafolybarcudprindanfygythiadtrienusyrhafnauole,

men ingen af disse navne er blevet officielt anerkendt.
Betydningen for bynavnet er:

"[Skt.] Marias kirke i sænkningen ved den hvide hassel nær en stærk hvirvelstrøm og [Skt.] Tysilios kirke nær den røde hule".
Sådan udtales den lange version af bynavnet: Llan-'vair pul-guin-'gil go-ger-'öch uörn-'drob ull-'llant tö-'si-li-o go-go-'goch.
I Mary Rodgers's og Stephen Sondheims sang "The Boy From..." fra revyen "The Mad Show", er bynavnet sangens pointe.

## Galleri
- Et skilt i baggrunden viser bynavnet.
- Skiltet neden under giver en omtrent rigtig udtalelse for en engelsk oplæser.
- St. Mary's Church i "Llanfairpwll", Anglesey, Wales.